# Zurita
Zurita är en ort i Spanien.   Den ligger i provinsen Provincia de Cantabria och regionen Kantabrien, i den norra delen av landet, 300 km norr om huvudstaden Madrid. Zurita ligger 82 meter över havet och antalet invånare är 762.
Terrängen runt Zurita är kuperad åt sydost, men åt nordväst är den platt. Terrängen runt Zurita sluttar norrut. Runt Zurita är det ganska glesbefolkat, med 42 invånare per kvadratkilometer. Närmaste större samhälle är Torrelavega, 4,3 km väster om Zurita. Omgivningarna runt Zurita är en mosaik av jordbruksmark och naturlig växtlighet.